# Dendrobium griffithianum
Dendrobium griffithianum är en orkidéart som beskrevs av John Lindley. Dendrobium griffithianum ingår i släktet Dendrobium, och familjen orkidéer. Inga underarter finns listade i Catalogue of Life.